# 菏泽市博物馆
菏泽市博物馆，位于中华人民共和国山东省菏泽市的一座综合性博物馆，国家三级博物馆，隶属于山东省菏泽市文化和旅游局的副县级公益性事业单位，成立于1984年，前身为1967年成立的菏泽地区毛泽东思想展览馆。

## 历史
1967年，菏泽地区革命委员会决定在菏泽城东关外路北城墙以东、地区印刷厂路南兴建菏泽地区毛泽东思想展览馆，又称菏泽地区毛泽东思想胜利万岁展览馆，该馆是菏泽市博物馆的前身。1968年7月，三层的展览馆大楼开始修建，建筑面积1800平方米。1969年，展览馆竣工，建筑面积6167平方米。1971年，展览馆大楼被菏泽地区革命委员会改为菏泽宾馆。1972年，更名为菏泽地区展览馆。1980年6月，菏泽地区展览馆与菏泽地区文物管理站合并，成立菏泽地区文展馆。1985年1月，菏泽地区文展馆更名为菏泽地区博物馆。
1991年12月，菏泽地区博物馆选址建设新馆，位于今牡丹区华英路537号。1996年4月，新馆竣工正式开馆。2000年，菏泽地区撤地改市，该馆随之更名为菏泽市博物馆。2013年4月24日，国家文物局发布《关于发布第二批国家二级、三级博物馆名单的通知》，菏泽市博物馆被评为国家三级博物馆。2021年4月9日，菏泽市博物馆开始面向社会公众免费开放。2021年，鲁西南民俗博物馆并入菏泽市博物馆。

## 藏品
菏泽市博物馆藏于18374件各类文物，其中珍贵文物338件，一级文物7件，二级文物52件，三级文物279件。

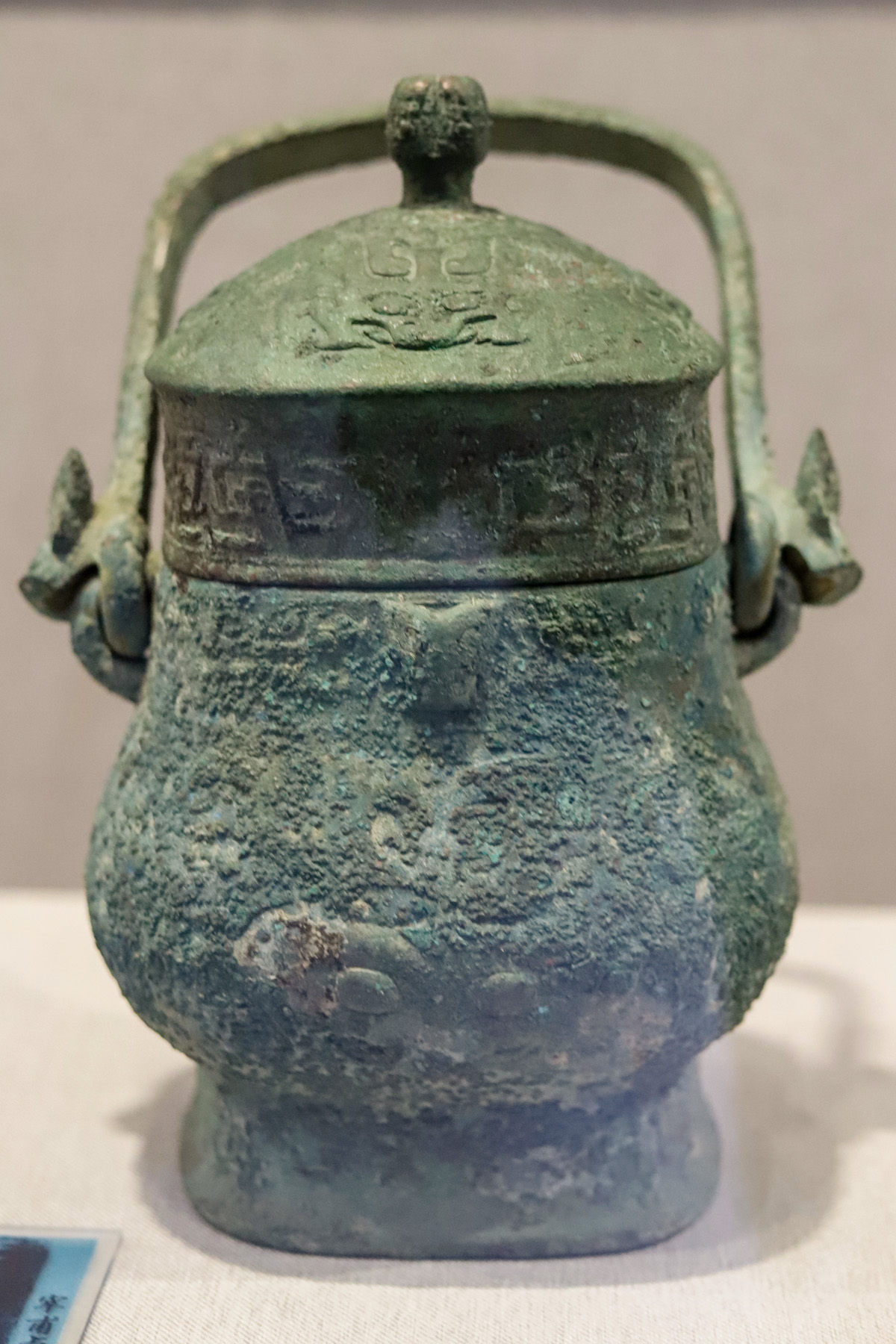
晚商饕餮纹青铜宰甫卣
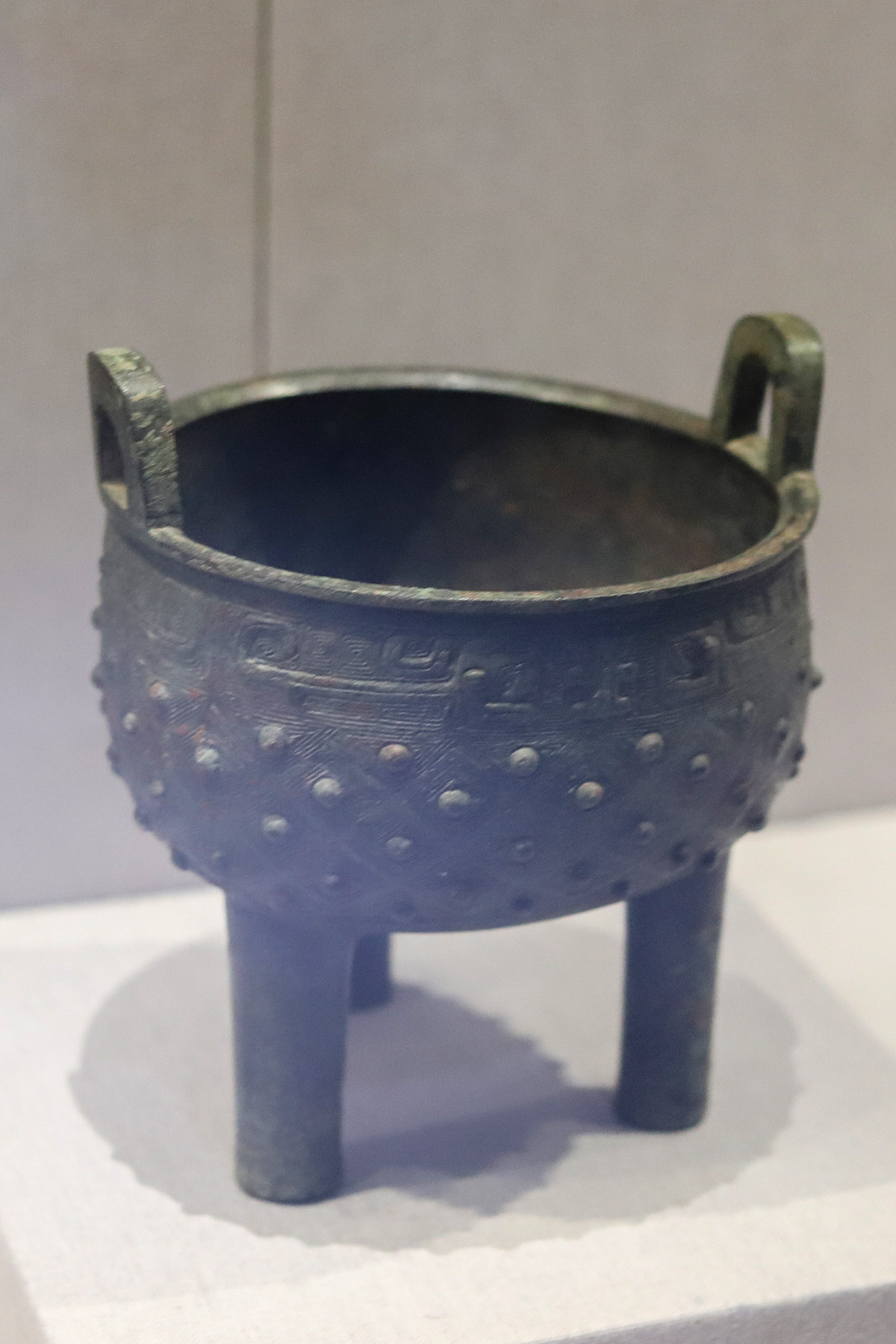
百乳雷纹圆鼎
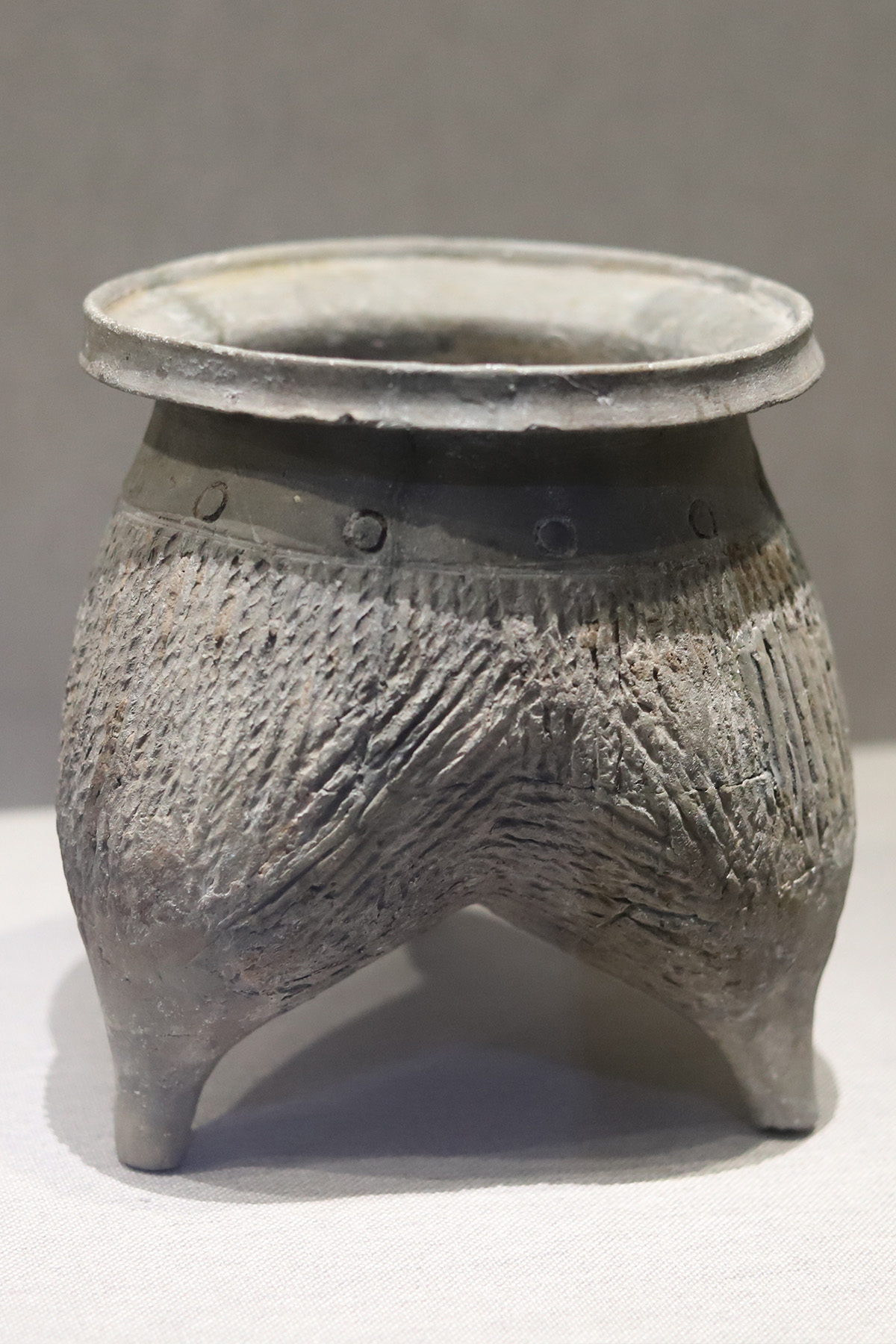
商代陶鬲
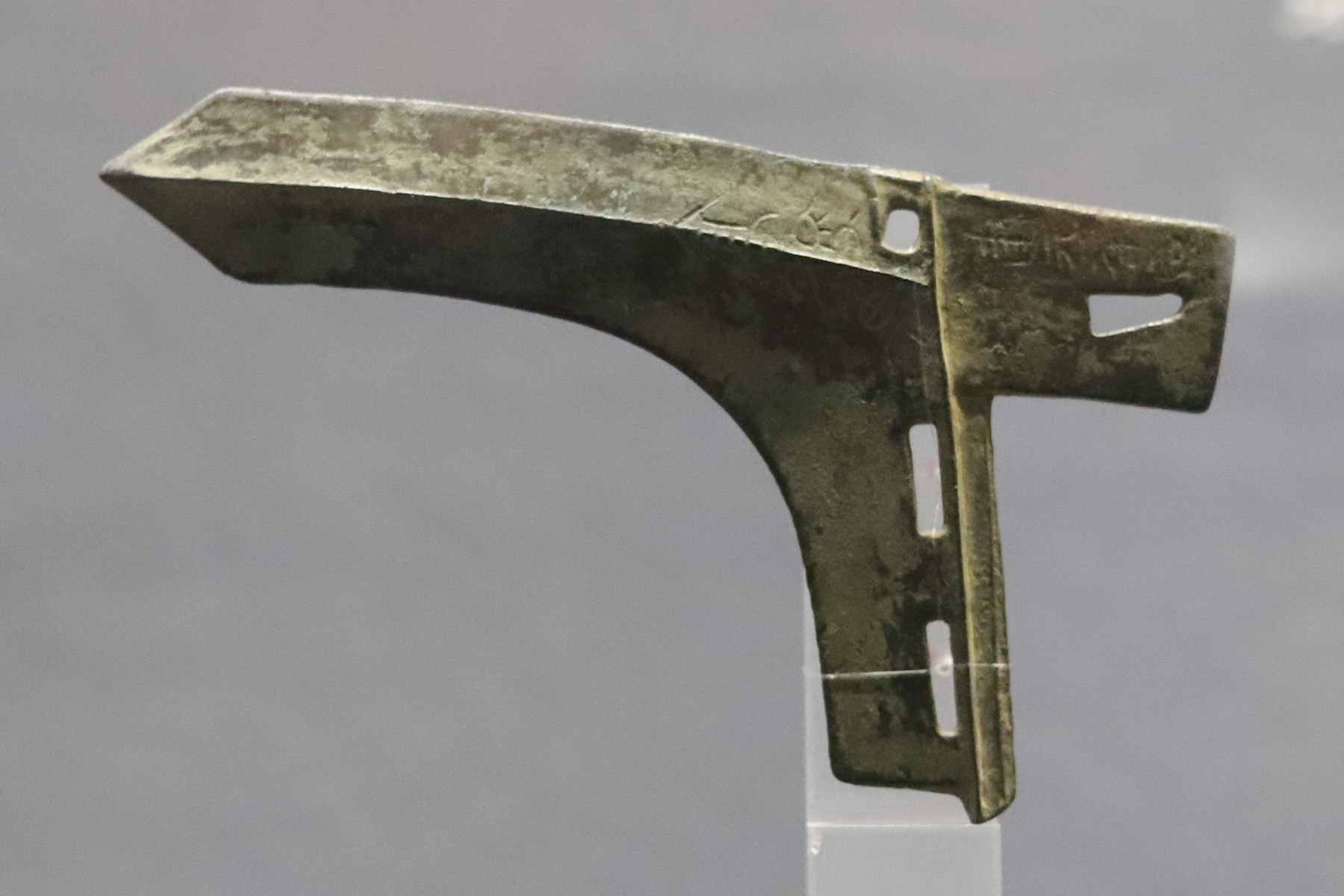
建元三年造青铜戈
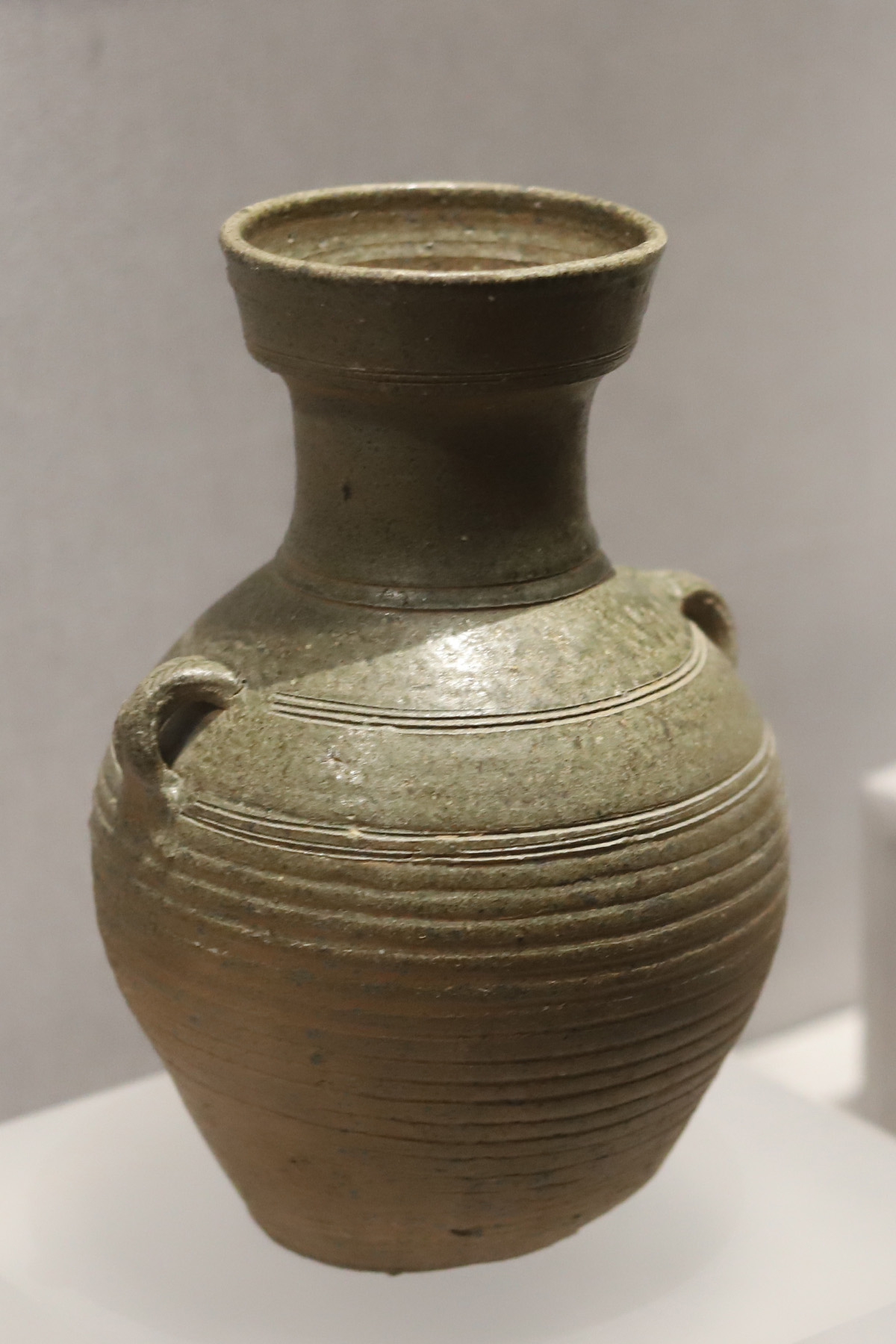
东汉青釉盘口壶
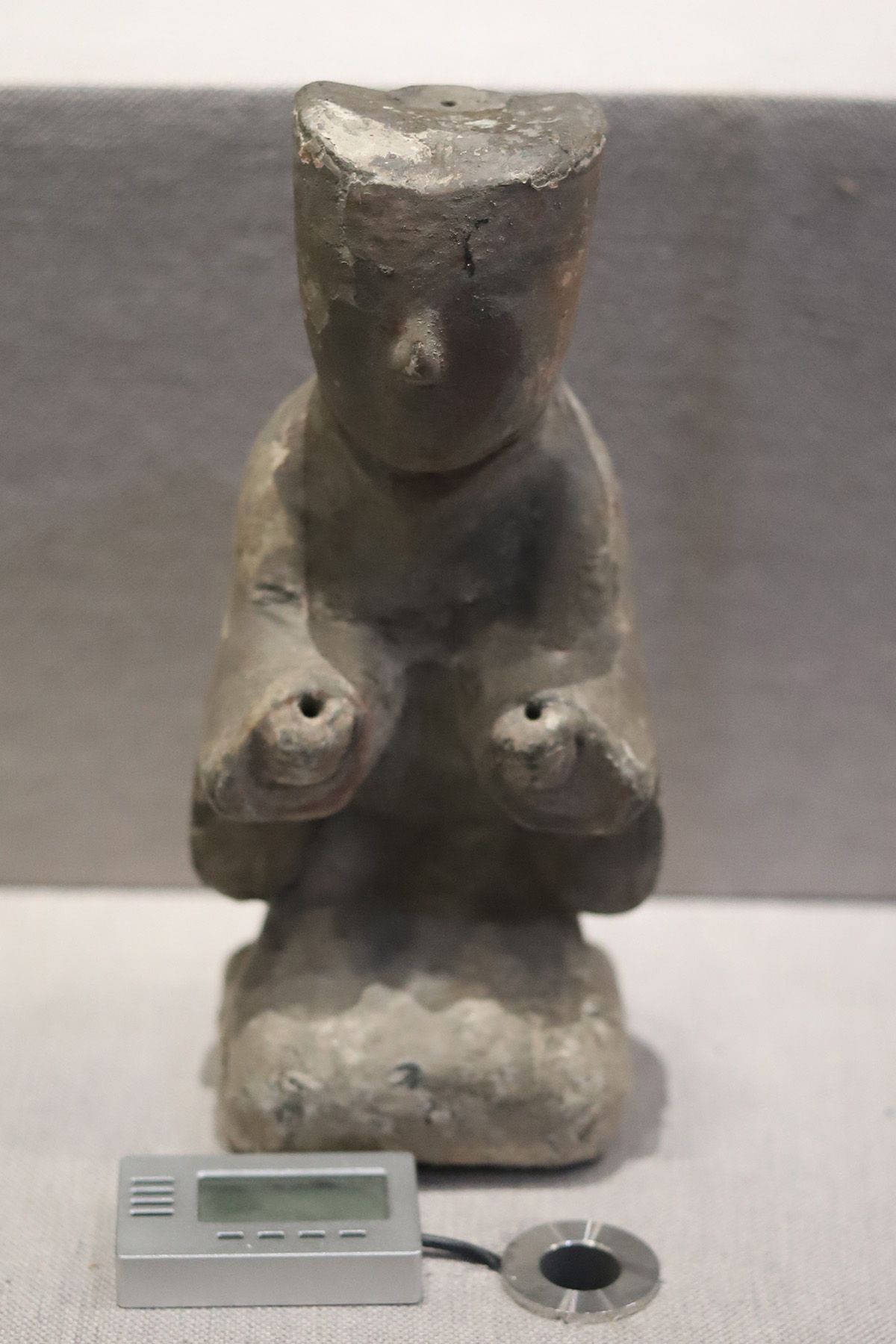
汉代跽坐俑

## 展馆
菏泽市博物馆包括华英路馆和天香路馆两部分，天香路馆即鲁西南民俗博物馆。菏泽市博物馆还建有VR数字展馆，利用数字新媒体展示馆内藏品。
华英路馆占地面积13000平方米，北部为钢混中空顶结构的展厅楼，建筑面积3000多平方米，西部为办公区。
| 展馆     | 占地面积    | 建筑面积     | 展厅面积     | 主要展品                                                                                       |
| -------- | ----------- | ------------ | ------------ | ---------------------------------------------------------------------------------------------- |
| 华英路馆 | 13000平方米 | 4200多平方米 | 1900多平方米 | 晚商饕餮纹宰甫卣、元青花龙纹梅瓶、元代古船、唐寅《山居对弈图》等藏品18000余件（珍贵文物338件） |
| 天香路馆 | 2070平方米  | 1240平方米   | 700多平方米  | 清太平车、花轿、马拉轿车、架子床等各类民俗藏品5068件                                           |

## 展厅与展览
华英路馆内设五个展厅，其中固定陈列《馆藏精品陈列》精选文物100多件，《元代沉船出土文物陈列》展出了元代沉船出土文物120多件，《元代古船陈列》展示元代木质内河船。
《馆藏文物精品展》的陈列面积达296平方米，分为陶器、瓷器、青铜器、玉器、杂项等五部分，共展出精选文物100多件。
1999年9月29日至10月20日举办的《辉煌的历程——菏泽地区50年建设成就回顾展》曾获山东省文化厅庆祝建国50周年“一馆一展”评比活动优秀奖，以及由中国共产党菏泽地区委员会和菏泽地区行政专员公署颁发的“庆祝建国50周年活动组织奖”。

## 新馆项目建设
2012年，菏泽市博物馆新馆基本完成规划设计，并开始选址。2019年12月18日，菏泽市博物馆新馆项目举行奠基仪式，选址位于菏泽市定陶区仿山镇人民路以西、十里铺北堌堆遗址南侧，占地面积180亩，建筑面积5万平方米，总投资约10亿元。新馆由华南理工大学设计院设计，上海世博会中国馆主设计师、中国工程院院士何镜堂任设计总监。该项目以市博物馆新馆为核心区，北接十里铺遗址公园区，南连文化产业园区，并以文化商业街为功能区串联，形成“一馆一街两园区”的格局。
新馆工程原计划2021年底竣工并投入使用，但并未如期投用。

## 备注
1. ↑  鲁西南民俗博物馆于1997年开始筹建，2010年正式对外开馆[7]